# Ponsonnas
Ponsonnas est une commune française située dans le département de l'Isère en région Auvergne-Rhône-Alpes.
Les alentours sont connus des amateurs de saut à l'élastique pour son pont de 103 mètres de hauteur, parmi les plus hauts lieux de saut en élastique en France et ses habitants sont appelés les  Ponsonnaraux.

## Géographie

### Situation et description
Ponsonnas est situé dans le sud-est de la France située en Matheysine, une des parties les plus méridionales du département de l'Isère.

### Climat
Pour des articles plus généraux, voir Climat d'Auvergne-Rhône-Alpes et Climat de l'Isère.
En 2010, le climat de la commune est de type climat des marges montargnardes, selon une étude du Centre national de la recherche scientifique s'appuyant sur une série de données couvrant la période 1971-2000. En 2020, Météo-France publie une typologie des climats de la France métropolitaine dans laquelle la commune est exposée à un climat de montagne ou de marges de montagne et est dans la région climatique  Alpes du sud, caractérisée par une pluviométrie annuelle de 850 à 1 000 mm, minimale en été. 
Pour la période 1971-2000, la température annuelle moyenne est de 10,1 °C, avec une amplitude thermique annuelle de 18,1 °C. Le cumul annuel moyen de précipitations est de 1 021 mm, avec 9,1 jours de précipitations en janvier et 6 jours en juillet. Pour la période 1991-2020, la température moyenne annuelle observée sur la station météorologique de Météo-France la plus proche, « La Mure-radome », sur la commune de La Mure à 2 km à vol d'oiseau, est de 8,5 °C et le cumul annuel moyen de précipitations est de 948,6 mm,. Pour l'avenir, les paramètres climatiques de la commune estimés pour 2050 selon différents scénarios d'émission de gaz à effet de serre sont consultables sur un site dédié publié par Météo-France en novembre 2022.

### Hydrographie
Le territoire communal est bordé dans sa partie méridionale par le torrent du Drac, cours d'eau alpin de 130 km, affluent de l'Isère et sous affluent du Rhône.

### Voies de communication
La RD526 permet de joindre la commune de La Mure à celle de Saint-Jean-d'Hérans par le pont de Ponsonnas.

## Urbanisme

### Typologie
Au 1er janvier 2024, Ponsonnas est catégorisée petite ville, selon la nouvelle grille communale de densité à sept niveaux définie par l'Insee en 2022.
Elle appartient à l'unité urbaine de La Mure, une agglomération intra-départementale regroupant trois  communes, dont elle est une commune de la banlieue,,. Par ailleurs la commune fait partie de l'aire d'attraction de Grenoble, dont elle est une commune de la couronne,. Cette aire, qui regroupe 204 communes, est catégorisée dans les aires de 700 000 habitants ou plus (hors Paris),.

### Occupation des sols
L'occupation des sols de la commune, telle qu'elle ressort de la base de données européenne d’occupation biophysique des sols Corine Land Cover (CLC), est marquée par l'importance des territoires agricoles (61,7 % en 2018), en diminution par rapport à 1990 (63,7 %). La répartition détaillée en 2018 est la suivante : 
prairies (41,5 %), zones agricoles hétérogènes (20,1 %), milieux à végétation arbustive et/ou herbacée (19,7 %), forêts (9,8 %), zones urbanisées (8,8 %), terres arables (0,1 %). L'évolution de l’occupation des sols de la commune et de ses infrastructures peut être observée sur les différentes représentations cartographiques du territoire : la carte de Cassini (XVIIIe siècle), la carte d'état-major (1820-1866) et les cartes ou photos aériennes de l'IGN pour la période actuelle (1950 à aujourd'hui).

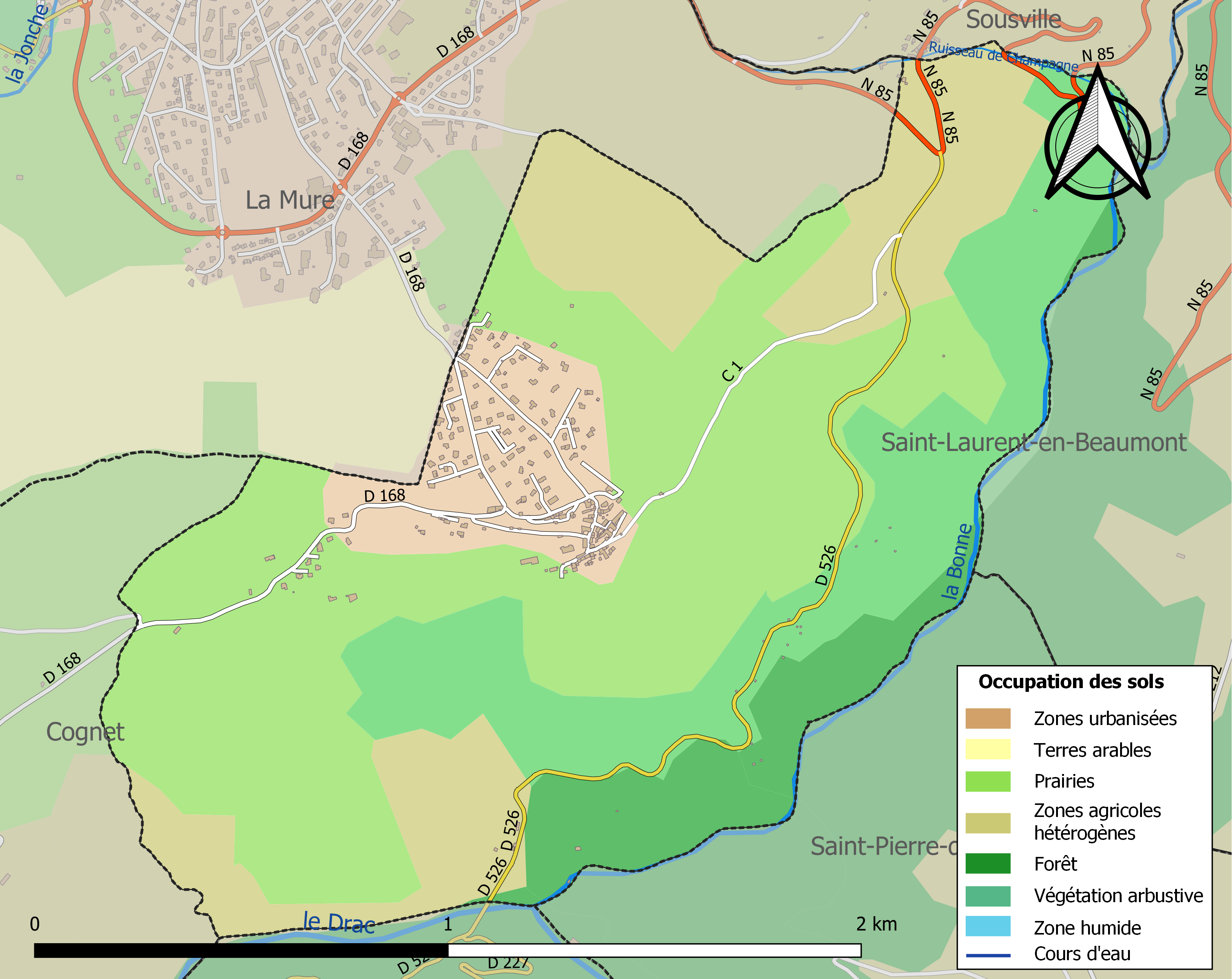
Carte des infrastructures et de l'occupation des sols de la commune en 2018 (CLC).

## Histoire
En 1988, le premier centre européen de saut à l'élastique est créé au pont de Ponsonnas.
Le 13 avril 2004, le pont de Ponsonnas est investi par l'équipe de tournage de La Petite Chartreuse pour la séquence de saut à l'élastique du film.

## Politique et administration

### Liste des maires
| Période                                  | Période                     | Identité             | Étiquette | Qualité  |
| ---------------------------------------- | --------------------------- | -------------------- | --------- | -------- |
| avant 1988                               | ?                           | Jean-Pierre Gondrand |           |          |
| 2001                                     | 2014                        | Jean-Pierre Blachier |           |          |
| 2014                                     | En cours (au 30 avril 2014) | Jean-Marc Laneyrie   | SE        | Retraité |
| Les données manquantes sont à compléter. |                             |                      |           |          |

## Population et société

### Démographie
L'évolution du nombre d'habitants est connue à travers les recensements de la population effectués dans la commune depuis 1793. Pour les communes de moins de 10 000 habitants, une enquête de recensement portant sur toute la population est réalisée tous les cinq ans, les populations de référence des années intermédiaires étant quant à elles estimées par interpolation ou extrapolation. Pour la commune, le premier recensement exhaustif entrant dans le cadre du nouveau dispositif a été réalisé en 2006.

En 2022, la commune comptait 289 habitants, en évolution de +0,35 % par rapport à 2016 (Isère : +3,07 %, France hors Mayotte : +2,11 %).
| 1793 | 1800 | 1806 | 1821 | 1831 | 1836 | 1841 | 1846 | 1851 |
| ---- | ---- | ---- | ---- | ---- | ---- | ---- | ---- | ---- |
| 142  | 156  | 143  | 156  | 172  | 170  | 162  | 162  | 145  |

| 1856 | 1861 | 1866 | 1872 | 1876 | 1881 | 1886 | 1891 | 1896 |
| ---- | ---- | ---- | ---- | ---- | ---- | ---- | ---- | ---- |
| 147  | 187  | 174  | 162  | 176  | 152  | 135  | 134  | 124  |

| 1901 | 1906 | 1911 | 1921 | 1926 | 1931 | 1936 | 1946 | 1954 |
| ---- | ---- | ---- | ---- | ---- | ---- | ---- | ---- | ---- |
| 117  | 126  | 145  | 130  | 155  | 114  | 134  | 132  | 186  |

| 1962 | 1968 | 1975 | 1982 | 1990 | 1999 | 2006 | 2011 | 2016 |
| ---- | ---- | ---- | ---- | ---- | ---- | ---- | ---- | ---- |
| 139  | 115  | 104  | 155  | 185  | 226  | 255  | 269  | 288  |

| 2021 | 2022 | - | - | - | - | - | - | - |
| ---- | ---- | - | - | - | - | - | - | - |
| 291  | 289  | - | - | - | - | - | - | - |

### Sports
La pratique du Saut à l'élastique est effectuée depuis le pont de Ponsonnas.

### Enseignement
La commune est rattachée à l'académie de Grenoble.

### Médias
Historiquement, le quotidien régional Le Dauphiné libéré consacre, chaque jour, y compris le dimanche, dans son édition de Romanche et Oisans, un ou plusieurs articles à l'actualité de la communauté de communes, du canton, ainsi que des informations sur les éventuelles manifestations locales.
La commune est située sur l'aire de diffusion de radio Ici Isère, une radio publique qui émet sur tout le territoire du département de l'Isère.

### Cultes
La communauté catholique et l'église paroissiale de Ponsonnas dépendent de la paroisse Saint Pierre Julien Eymard qui rassemble un grand nombre de villages autour de la cité de La Mure. Cette paroisse est rattachée au diocèse de Grenoble-Vienne.

## Culture et patrimoine

### Patrimoine religieux
- L'église Sainte-Marguerite de Ponsonnas a perdu en 2011 le label Patrimoine en Isère[19].

### Patrimoine civil

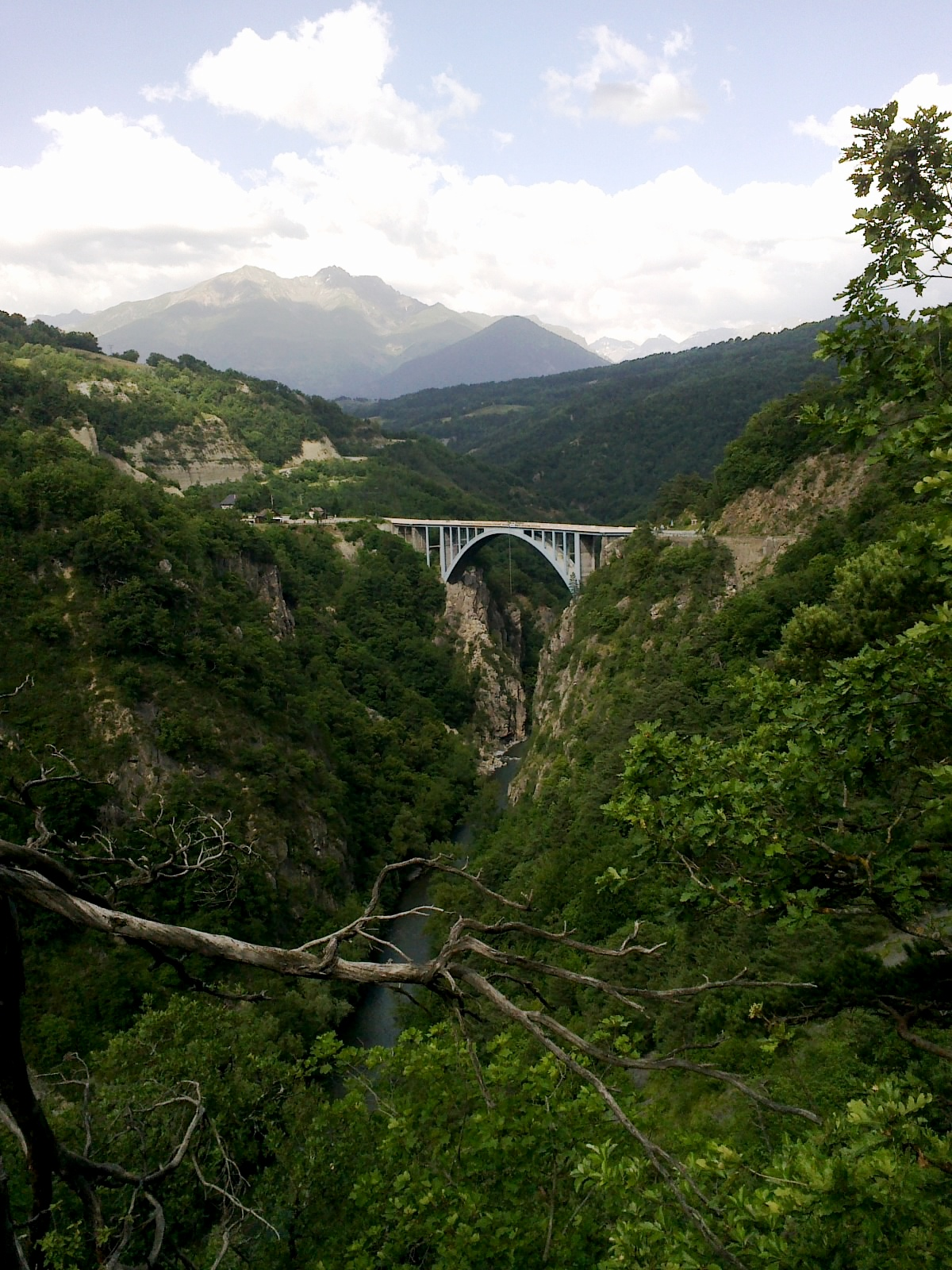
Pont de Ponsonnas

- Pont de Ponsonnas

ce pont sur le Drac, reconstruit en 1941, est connu pour son site de saut à l'élastique.